# Horodnic de Jos
Horodnic de Jos is een Roemeense gemeente in het district Suceava.
Horodnic de Jos telt 2525 inwoners.